# 439P/LINEAR
439P/LINEAR è una cometa periodica appartenente alla famiglia delle comete gioviane.
Al momento della sua scoperta da parte di LINEAR l'oggetto venne ritenuto un asteroide, ma poche settimane dopo l'astrofilo statunitense P. Clay Sherrod, sulla base di sue osservazioni, sospettò che l'oggetto potesse essere una cometa e per averne la certezza lo segnalò al team del Programma T3 che ne confermò la natura cometaria.
La cometa non venne osservata al successivo passaggio al perielio del 2015 mentre nel passaggio del 2021 fu osservata solo in fase di allontanamento circa 4 mesi dopo il perielio ma ciò permise comunque di accertarne l'orbita e assegnargli una numerazione definitiva.